# Pseudacteon fennicus
Pseudacteon fennicus är en tvåvingeart som beskrevs av Schmitz 1927. Pseudacteon fennicus ingår i släktet Pseudacteon och familjen puckelflugor. Arten är reproducerande i Sverige. Inga underarter finns listade i Catalogue of Life.